# Ponte di Legno
Ponte di Legno é uma comuna italiana da região da Lombardia, província de Bréscia, com cerca de 1.862 habitantes. Estende-se por uma área de 100 km², tendo uma densidade populacional de 19 hab/km². Faz fronteira com Edolo, Peio (TN), Saviore dell'Adamello, Sondalo (SO), Spiazzo (TN), Temù, Valfurva (SO), Vermiglio (TN), Vezza d'Oglio, Vione.

## Demografia
| Variação demográfica do município entre 1861 e 2011                               |
|                                                                                   |
| Fonte: Istituto Nazionale di Statistica (ISTAT) - Elaboração gráfica da Wikipedia |